# Pranýř v Křenově
Pranýř se nachází na návsi obce Křenov před kostelem svatého Jana Křtitele v okrese Svitavy. Pranýř je od roku 1958 chráněn jako kulturní památka ČR.

## Historie
Kamenný vrcholně barokní pranýř v Křenově pochází podle vytesaného vročení na soklu pranýře z roku 1732. Pranýř byl v roce 2011 restaurován.

## Popis
Pranýř má tvar mohutného toskánského sloupu s patkou a hlavicí. Sloup pranýře je umístěn na čtvercovém podstavci ve tvaru kvádru. Hlavice sloupu nese krychlovitý abakus s profilovanou římsou a piniovou šiškou. Sokl a sloup je z červeného pískovce, piniová šiška z šedého pískovce.

## Galerie

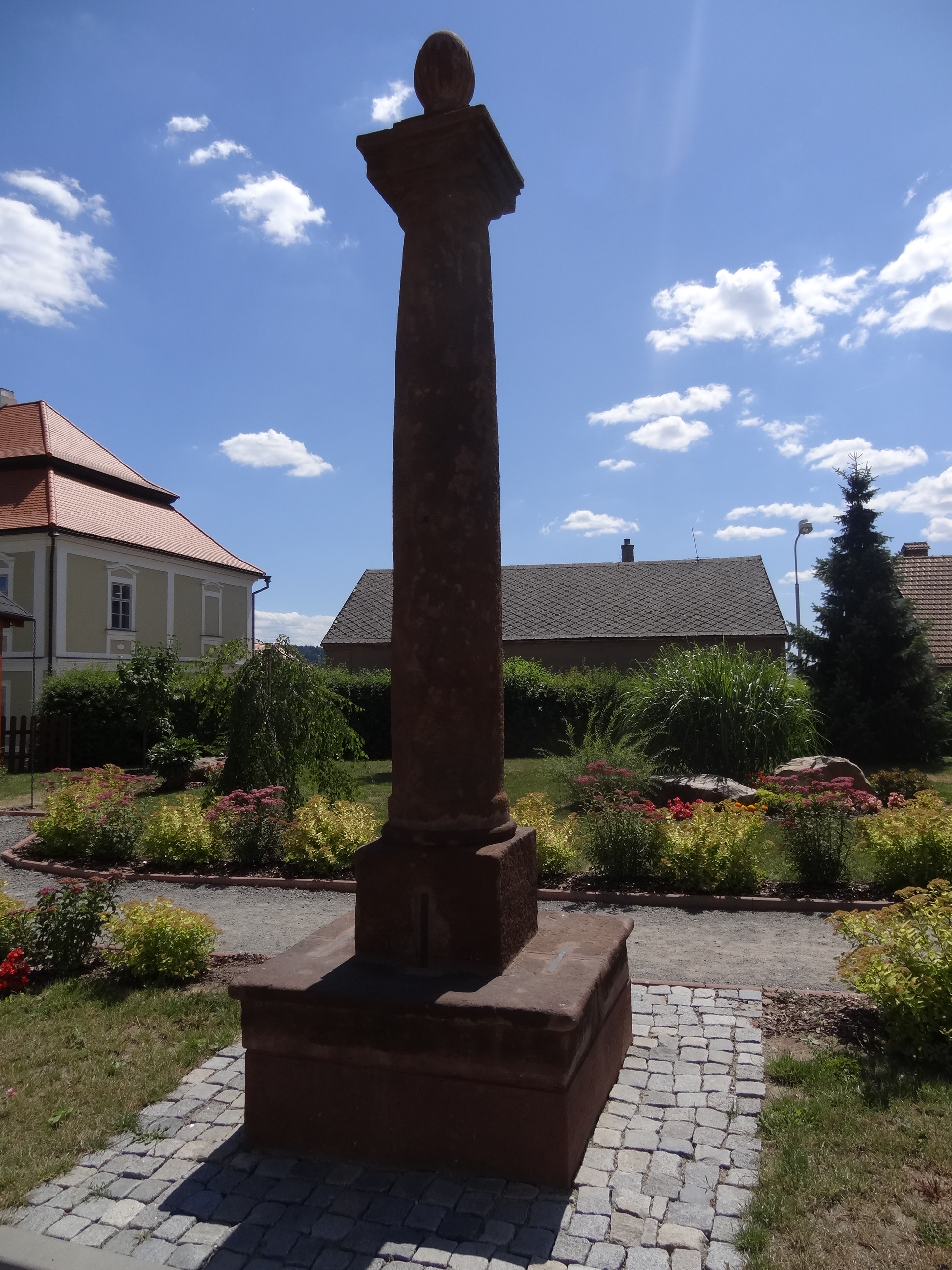
Pranýř v Křenově
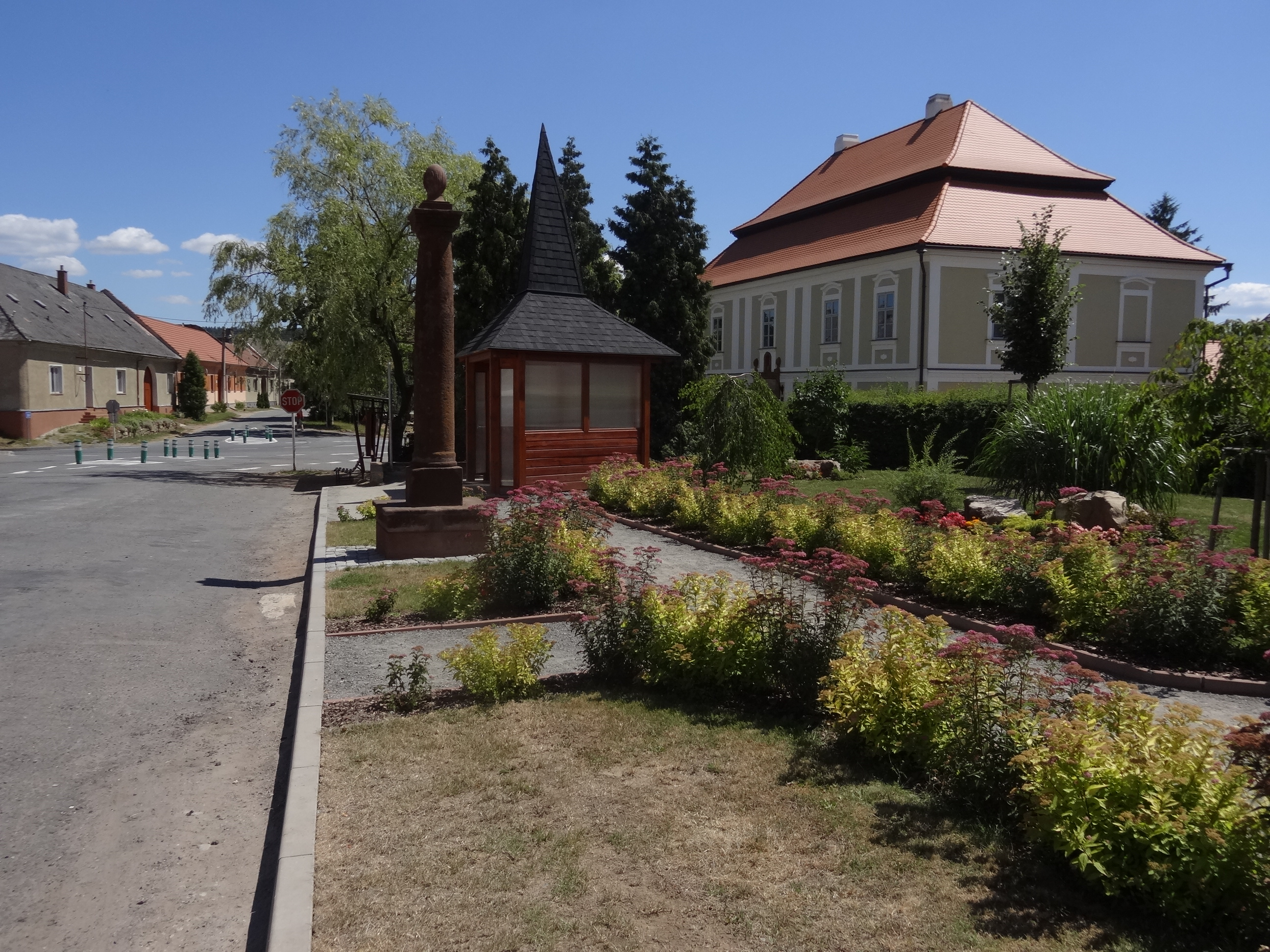
Pranýř v Křenově
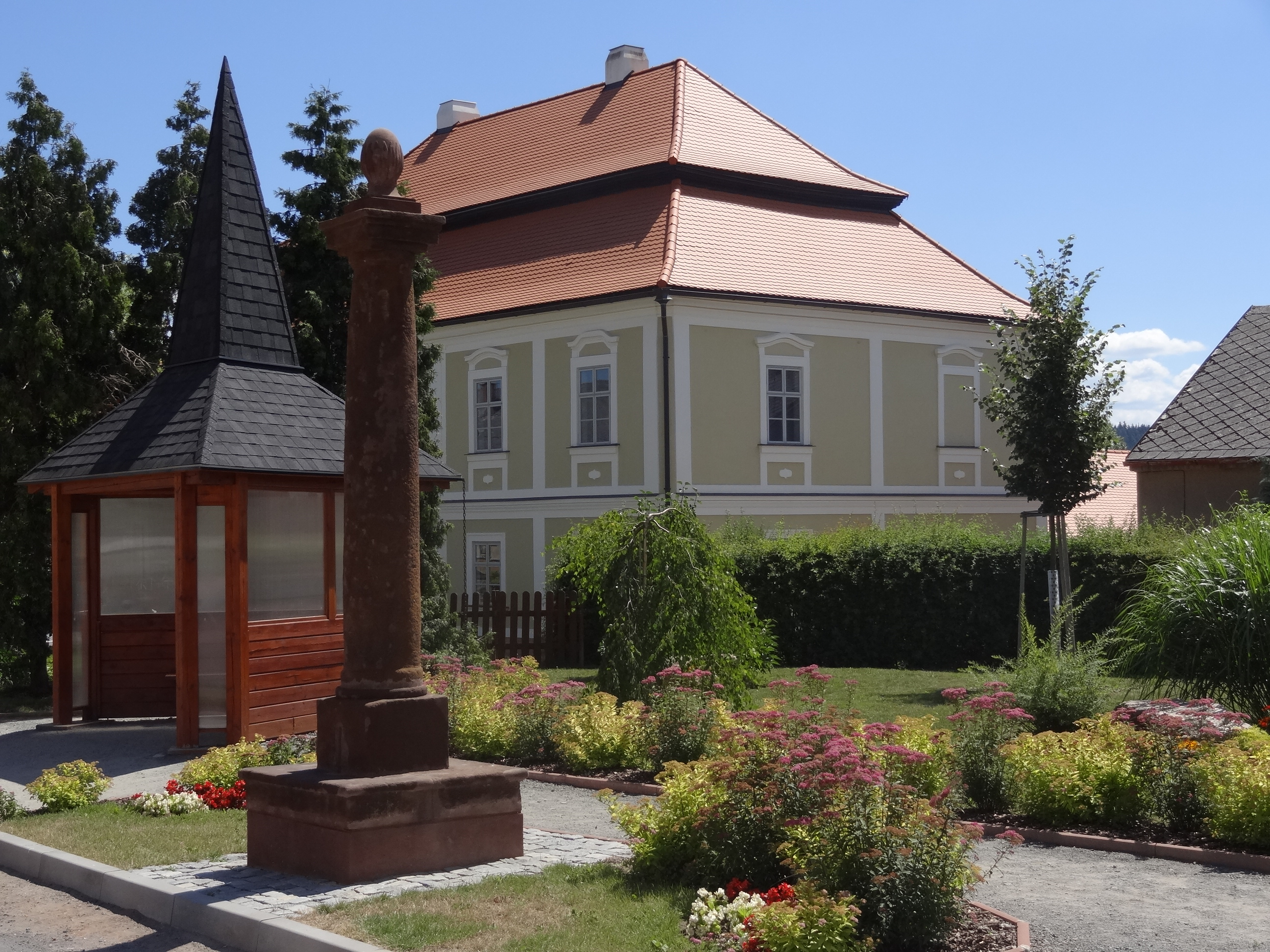
Pranýř v Křenově